# Hans Lang (Komponist, 1897)
Hans Lang (* 20. August 1897 in Weiden in der Oberpfalz; † 17. Juli 1968 in München) war ein deutscher Komponist, Musikpädagoge, Musikdozent für Harmonielehre an der Pädagogischen Hochschule in Eichstätt.

## Leben und Wirken
Hans Lang war das älteste der vier Kinder des Volksschullehrers Johann Lang (1865–1935) und seiner Frau Anna (1868–1955), geb. Hartwich. Sein Vater verfügte über eine umfassende musikalische Ausbildung, die Pflege der Musik hatte in der Familie einen hohen Stellenwert. Die Familie siedelte 1897 von Weiden in der Oberpfalz nach Landsberg am Lech. 1903 fand ein weiterer Umzug nach Eichstätt statt. „Man kann sagen, dass das Haus Litera C 235 im damaligen Grabengässchen (heute Wohlmuthgass 2) von 1903 an, dem Jahr des Einzugs der Familie, einen Mittelpunkt der privaten Musikpflege der Stadt bildete, seit den 20er Jahren auch über den privaten Bereich hinaus.“ Der Vater war in Eichstätt als Präparandenlehrer an der Königlichen Lehrerbildungsanstalt (heute Gabrieli-Gymnasium) tätig, wo er im Laufe der Zeit Studienprofessor und schließlich stellvertretender Anstaltsleiter wurde.
In der Familie wurde jeden Tag musiziert. Bei Aufführungen unter dem von 1887 bis 1927 tätigen Domkapellmeister Wilhelm Widmann war die gesamte Familie Lang mit fünf Personen vertreten. Wie Lang im Versuch einer Selbstbiographie schreibt, brachte ihm die Mutter das Klavierspielen an einem Blüthnerflügel bei. Im zehnten Lebensjahr kam Lang an das Humanistische Gymnasium, das heutige Willibald-Gymnasium. Mit 15 Jahren spielte er auf der größten Eichstätter Orgel täglich die Schulgottesdienste. Nach dem Abitur 1916 und dem Einsatz im Ersten Weltkrieg kam er 1919 nach Eichstätt zurück. 
Es folgten Studien an der Universität München. 1920 absolvierte er einen Kurs für Kriegsteilnehmer an dem Lehrerseminar in Eichstätt und betätigte sich als (Hilfs-)Lehrer in und um Eichstätt. Ab 1921 studierte er an der Münchner Akademie der Tonkunst Orgel, Chorgesang und Komposition, wobei er an Eichstätt als Hauptwohnsitz festhielt. 1924 bis 1927 gehörte Lang der Meisterklasse von Joseph Haas an und war gleichzeitig Dirigent der Eichstätter Liedertafel. Vorsitzender der Liedertafel war der musikbegeisterte Justizrat Michael Morhard (1867–1942), der zugleich von 1914 bis 1933 auch ein weitsichtiger und zielstrebiger Bundesvorsitzender des Fränkischen Sängerbundes war. Lang wurde von diesem gefördert.
Der erste große Erfolg waren Langs drei Madrigale Sprüche aus dem Cherubinischen Wandersmann für Männerchor, Klarinette und Bratsche auf der Ersten Nürnberger Sängerwoche 1927. Wahrscheinlich ging seine Freundschaft mit Ludwig Hahn aus Neumarkt – dem Gründer der „Kaufbeurer Martinsfinken“ – auch auf diese drei Madrigale zurück. In diesem Werk kann man die kompositorischen Merkmale finden, die sein Schaffen charakterisieren, nämlich Rückkehr zur Polyphonie, Klarheit der Form, sparsamer Einsatz der Mittel. Dieser stilgeschichtlichen Richtung, die den Namen Nürnberger Schule trägt, gehören auch die Komponisten Armin Knab, Walter Rein, Erwin Lendvai, Bruno Stürmer, Willy Sendt (1907–1952), Otto Siegl und Ernst-Lothar von Knorr (1896–1973) an.
In der Folgezeit wandte sich Lang fast ausschließlich der Chorkomposition zu. Im Jahr 1927 übernahm er eine dreijährige Lehrtätigkeit in der Rheinischen Musikschule der Stadt Köln für Musiktheorie und Musikpädagogik.
Von 1930 bis 1936 lehrte Lang als Dozent am Nürnberger Konservatorium und unterrichtete zugleich als Lehrer in Nürnberg und Fürth, bis er 1936 als Direktor der Städtischen Berufsschule für Musiker nach München ging. Dort wurde er 1942 Leiter der Städtischen Singschule und hatte von 1940 bis 1943 an der Akademie für Tonkunst einen Lehrauftrag für Musiktheorie und Volksliedkunde inne. Anschließend wurde er zum Kriegsdienst im Zweiten Weltkrieg eingezogen. Nach Kriegsende wirkte er in München am Wiederaufbau der städtischen Musikschulen mit und gründete zudem eine Orchesterschule und ein Seminar für Singschullehrer.
Nach seiner Pensionierung wirkte er von 1958 bis 1966 an der Pädagogischen Hochschule Eichstätt als Lehrer für Harmonielehre und Kontrapunkt.
2013 hat das Sängermuseum in Feuchtwangen (Stiftung Dokumentations- und Forschungszentrum des Deutschen Chorwesens) den Nachlass Hans Langs erhalten.